# Edestjärnen (Sundsjö socken, Jämtland)
Edestjärnen är en sjö i Bräcke kommun i Jämtland och ingår i Ljungans huvudavrinningsområde.